# 小行星96205
小行星96205（96205 Ararat）是一颗绕太阳运转的小行星，为主小行星带小行星。该小行星于1992年9月24日发现。
該小行星以土耳其的亞拉拉特山命名。

## 轨道参数
小行星96205的轨道半长轴为2.4123486 UA，离心率为0.190。